# Bulbophyllum levatii
Bulbophyllum levatii är en orkidéart som beskrevs av Friedrich Fritz Wilhelm Ludwig Kraenzlin. Bulbophyllum levatii ingår i släktet Bulbophyllum och familjen orkidéer.

## Underarter
Arten delas in i följande underarter:
- B. l. levatii
- B. l. mischanthum